# Минск Пасажерски
Пътническа гара „Минск“ (на беларуски: Мінск-Пасажырскі) е централната пътническа железопътна гара на Минск, Беларус.
Намира се в центъра на Минск. Понякога е наричана „Минск площад Ленин“, по името на станцията на метрото, обслужваща терминала на гарата или просто Минск.

## История
Гарата е построена през 1873 г. като „Виленска гара“ (на беларуски: Віленскі вакзал). Първоначалната дървена постройка е разрушена през 1890 г. и построена отново от камъни. По време на Втората световна война гарата е напълно разрушена. Възстановена е през 1945 – 1946 г. и се използва до 1991 г. От 1991 до 2002 г. е построена нова сграда. През 2021 г. пътническата гара „Минск“ е една от най-модерните гари в ОНД.

## Трафик

### Национален
Пътническа гара „Минск“ е централният възел на националния пътнически транспорт в Беларус. Обслужвана е и от няколко международни влака до страни в Европа, най-вече до руски и украински дестинации. Някои от международните връзки са експресния влак Париж-Москва, стриж Берлин-Москва, експресния влак Минск-Новосибирск и полонеза Варшава-Москва.
Гарата, заедно със съседната станция на метрото „Мински културен институт“ е центърът на крайградската железница, свързваща Минск с градове от региона.

### Градски
Станцията се обслужва от минското метро на станция „Площад Ленин“, част от „Маскоуская линия“. Станцията се обслужва и от трамваи и тролейбуси

## Галерия
- Банковият салон
- Сталинистката архитектура на двете сгради на площада пред гарата, намиращи се пред терминала